# 蒙泰讷库尔
蒙泰讷库尔（法語：Montenescourt）是法国北部-加来海峡大区加来海峡省的一个市镇，属于阿拉斯区博梅斯莱洛日县。该市镇2009年时的人口为460人。

## 人口
蒙泰讷库尔人口变化图示
| 数据来源：INSEE |